# 27 августа
27 августа — 239-й день года (240-й в високосные годы) по григорианскому календарю.
До конца года остаётся 126 дней.
До 15 октября 1582 года — 27 августа по юлианскому календарю, с 15 октября 1582 года — 27 августа по григорианскому календарю.
В XX и XXI веках соответствует 14 августа по юлианскому календарю.

## Праздники и памятные дни
См. также: Категория:Праздники 27 августа

### Национальные
- Молдова — День независимости.

### Профессиональные
- Иран — День фармацевта.
- Россия — День российского кино.

### Религиозные
Католицизм
- Память святой Моники.

 Православие
- Предпразднство Успения Пресвятой Богородицы;
- память пророка Михея (из 12 пророков) (VIII в. до н. э.);
- перенесение мощей преподобного Феодосия, игумена Киево-Печерского (1091);
- память преподобного Аркадия Вяземского и Новоторжского (XI в.);
- память священномученика Маркелла, епископа Апамейского (ок. 389);
- память священномученика Василия (Богоявленского), архиепископа Черниговского, и с ним преподобномученика Матфея (Померанцева), архимандрита, и мученика Алексия Зверева (1918);
- память священномученика Владимира Цедринского, пресвитера (1918);
- память священномучеников Владимира Смирнова и Николая Толгского, пресвитеров, преподобномученика Елевферия (Печенникова), схиархимандрита, преподобномучениц Евы (Павловой), игуменьи, Евдокии (Перевозниковой), монахини, и мученика Феодора Захарова (1937);
- память преподобноисповедника Александра (Уродова), архимандрита (1961);
- празднования в честь икон Божией Матери:
  - «Беседная» (1383);
  - Нарвская (1558).
- память великомученика Фанурия Родосского (III в.).

### Именины[4]
Мужские
- Александр — преподобный Александр (Уродов), архимандрит;
- Алексий (Алексей) — мученик Алексий (Зверев);
- Аркадий — преподобный Аркадий Вяземский и Новоторжский, (перенесение мощей);
- Василий — священномученик Василий (Богоявленский), архиепископ Черниговский;
- Владимир:
  - священномученик Владимир (Смирнов);
  - священномученик Владимир (Цедринский);
- Елевферий — священномученик Елевферий (Печенников);
- Лукий — мученик Лукий, воин;
- Маркелл — священномученик Маркелл Апамейский, епископ;
- Матфей (Матвей) — священномученик Матфей (Померанцев);
- Михей — пророк Михей, из 12 малых пророков;
- Николай — священномученик Николай (Толгский);
- Симеон — мученик Симеон Трапезундский;
- Урсикий — мученик Урсикий Иллирийский;
- Феодор (Фёдор) — мученик Феодор (Захаров);
- Феодосий — преподобный Феодосий Печерский (перенесение мощей);

Женские
- Ева — преподобномученица Ева (Павлова);
- Евдокия — преподобномученица Евдокия (Перевозникова).

## События
См. также: Категория:События 27 августа

### До XIX века
- 49 до н. э. — капитуляция помпеянцев под Илердой (совр. Лерида) после длительной осады Цезарем Испании.
- 1666 — принят план реконструкции кафедрального собора Святого Павла, предложенный архитектором Кристофером Реном.
- 1760 — императрица Елизавета издала указ, запрещающий взяточничество чиновников.
- 1776 — Лонг-Айлендское сражение между английскими войсками генерала Уильяма Хау и американскими силами генерала Израэля Патнэма.
- 1783
  - Из Охотска на трёх галиотах к берегам Северной Америки вышла экспедиция купца-предпринимателя и землепроходца Григория Шелехова.
  - Над Парижем осуществлён первый полёт шарльера — аэростата, наполненного «летучим газом».

### XIX век
- 1813 — Война шестой коалиции: сражение при Дрездене, победа Наполеона.
- 1855 — в Лондоне продемонстрирована походная кухня, на которой пищу для батальона приготовили, используя 21 кг дров вместо обычных 800 кг.
- 1859 — полковник Эдвин Дрейк (Edwin Laurentine Drake) близ американского города (штат Пенсильвания) пробурил первую нефтяную скважину в США. Эта дата считается началом развития американской нефтяной промышленности.
- 1875 — Лекок де Буабодран открывает предсказанный Д. И. Менделеевым элемент галлий.
- 1878 — российским Департаментом полиции был издан секретный циркуляр, в котором указывалось: «Политические преступники составляют совершенно особую категорию, а поэтому и должны быть содержимы отдельно от прочих заключённых».
- 1879 — российская революционная организация «Земля и воля» раскололась на «Народную волю» и «Чёрный передел».
- 1882 — приняты «Временные правила о печати», которые предоставили совещанию министерств просвещения, внутренних дел, юстиции и Синода право закрывать газеты и журналы «вредного направления».
- 1900 — в Англии начали движение первые междугородние автобусы.

### XX век
- 1908 — в Бельгии создан футбольный клуб «Андерлехт».
- 1911 — в России создан футбольный клуб ЦСКА.
- 1912 — Эдгар Райс Берроуз опубликовал в журнале первый рассказ о приключениях Тарзана.
- 1918 — белогвардейское областное правительство Урала восстановило частную собственность на землю и средства производства.
- 1919 — Совнарком принял декрет о национализации всей кино- и фотопромышленности России. С 1979 года эта дата отмечалась как День советского кино, ныне — как День российского кино.
- 1922 — в Москве вышел первый номер сатирического журнала «Крокодил».
- 1927 — открылся «Паркс Колледж» — старейшая в Америке авиационная школа.
- 1929 — в СССР введена «непрерывка»: была ликвидирована семидневная неделя, вместо неё введена пятидневка, один из дней которой был выходным.
- 1934 — принято постановление о запрете уничтожения зелёных насаждений в 50-километровой зоне вокруг Киева.
- 1935 — в штате Техас на референдуме большинство населения проголосовало за отмену «сухого закона».
- 1939
  - В Москве арестована дочь Марины Цветаевой — 26-летняя Ариадна Эфрон, вернувшаяся из эмиграции на родину. Она провела в тюрьмах и лагерях почти 15 лет.
  - Первый полёт реактивного самолёта с турбореактивным двигателем. Полёт совершён немецким экспериментальным самолётом «Хейнкель» He 178 немецкого авиаконструктора Эрнста Хейнкеля.
- 1940 — первый полёт первого итальянского реактивного самолёта Caproni Campini N.1.
- 1946
  - В Праге создан Международный союз студентов (МСС).
  - В США испытано автоматически катапультирующееся кресло пилота.
- 1955 — вышло в свет первое издание Книги рекордов Гиннесса на 198 страницах.
- 1956 — указ Президиума Верховного Совета СССР о денежном налоге с граждан, имеющих скот в городах[5].
- 1959 — в СССР принято постановление о награждении лучших выпускников школ медалями.
- 1962 — космическая миссия Mariner 2 отправилась на исследование Венеры.
- 1966 — Постановлением ЦК КПСС организован Институт военной истории.
- 1973 — Верховный суд Канады постановил, что индианка, вышедшая замуж за неиндейца, потеряет привилегии индейцев.
- 1978 — в Иране отменён запрет на деятельность политических партий.
- 1979
  - В США начато строительство шаттла «Дискавери».
  - Завершение инцидента с Ил-62 в Нью-Йорке, длившегося трое суток (с 24 августа): после беседы с артисткой балета Людмилой Власовой, американские власти дали разрешение на вылет самолёту с пассажирами, в котором она находилась.
  - Погиб лорд Маунтбеттен от взрыва бомбы ИРА в Слайго-Бэй, графство Слайго, Ирландия. В тот же день в результате взрыва двух бомб, заложенных боевиками Временной Ирландской республиканской армии в городе Уорренпойнте, Северная Ирландия, погибло 18 британских солдат, 6 были тяжело ранены — самая большая потеря британской армии в результате одного нападения за всю историю конфликта в Северной Ирландии.
- 1980 — число безработных в Великобритании превысило 2 млн человек.
- 1982 — приземление космического корабля Союз Т-5.
- 1985 — начало полёта шаттла «Дискавери» STS-51I.
- 1991
  - ЕЭС признало независимость Литвы, Латвии и Эстонии.
  - Провозглашена независимость Молдовы.
- 1999 — Конгресс США решил провести слушания по вопросу о причастности американского банка Bank of New York к «отмыванию» российских криминальных капиталов.
- 2000 — пожар на Останкинской телебашне в Москве.

### XXI век
- 2004 — открыта комета C/2004 Q2 (Макхольца).
- 2005 — открыт Казанский метрополитен.
- 2006 — при взлёте из аэропорта Лексингтона потерпел крушение самолёт Bombardier CRJ100 компании Comair, погибли 49 человек.
- 2008 — девятибалльное землетрясение на Байкале.

## Родились
См. также: Категория:Родившиеся 27 августа

### До XIX века
- 865 — Абу Бакр Мухаммад ар-Рази (ум. 925), персидский учёный-энциклопедист, врач, алхимик, философ.
- 1471 — Георг Бородатый (ум. 1539), герцог Саксонии (с 1500).
- 1487 — Анна Бранденбургская (ум. 1514), принцесса бранденбургская и герцогиня Шлезвиг-Гольштейн-Готторпская.
- 1542 — Иоганн Фридрих I (ум. 1600), герцог Вольгастский (1560—1569) и Щецинский (с 1569), епископ Камминский (1557—1573).
- 1545 — Алессандро Фарнезе (ум. 1592), 3-й герцог Пармский (с 1586), испанский полководец, наместник Нидерландов (с 1578).
- 1686 — Иосиф Симон Ассемани (ум. 1768), итальянский востоковед арабского происхождения, титулярный архиепископ Тира, в 1738—1768 гг. хранитель Ватиканской библиотеки.
- 1669 — Анна Мария Орлеанская (ум. 1728), французская принцесса, герцогиня Савойская, королева Сицилии и Сардинии.
- 1677 — Отто Фердинанд фон Траун (ум. 1748), австрийский фельдмаршал, губернатор Миланского герцогства (1736—1743).
- 1770 — Георг Вильгельм Фридрих Гегель (ум. 1831), немецкий философ.
- 1776 — Бартольд Георг Нибур (ум. 1831), немецкий историк античности, основатель критического метода в изучении истории.
- 1785 — Агустин Гамарра (ум. 1841), перуанский военный, государственный и политический деятель, Великий маршал Перу, президент Перу (1829—1833, 1838—1841).

### XIX век
- 1812 — Берталан Семере (ум. 1869), венгерский политик, революционер, поэт, журналист, премьер-министр Венгрии (1849).
- 1835 — Томас Бёрберри (ум. 1926), основоположник международной сети Burberry, одного из крупнейших швейных предприятий Великобритании; изобретатель габардина.
- 1836 — Пётр Боборыкин (ум. 1921), русский писатель, почётный академик Петербургской АН.
- 1845 — Фёдор Мартенс (ум. 1909), российский юрист-международник, вице-президент Европейского института международного права.
- 1856 — Иван Франко (ум. 1916), украинский писатель, поэт, публицист, деятель революционного движения.
- 1862 — Абрам Архипов (ум. 1930), русский советский художник.
- 1865 — Чарлз Гейтс Дауэс (ум. 1951), государственный деятель США, предприниматель и военный, лауреат Нобелевской премии мира (1925), автор плана Дауэса.
- 1871 — Теодор Драйзер (ум. 1945), американский писатель и общественный деятель.
- 1873 — Юрий Стеклов (ум. 1941), русский советский историк, редактор газеты «Известия ВЦИК».
- 1874 — Карл Бош (ум. 1940), немецкий химик, лауреат Нобелевской премии (1931).
- 1877
  - Эрнст Веттер (ум. 1963), президент Швейцарии (1941), член Федерального совета, министр финансов страны.
  - Чарльз Роллс (ум. 1910), английский автомобилист, авиатор, основатель фирмы Rolls-Royce.
- 1878 — Пётр Врангель (ум. 1928), российский полководец, один из руководителей Белого движения.
- 1884
  - Александр Абашели (ум. 1954), грузинский советский поэт и писатель-фантаст.
  - Людас Гира (ум. 1946), литовский поэт, драматург, литературный критик, переводчик, публицист, общественный деятель.
  - Венсан Ориоль (ум. 1966), французский политический деятель, президент Франции (1947—1954).
- 1885 — Георг Вильгельм Пабст (ум. 1967), австрийский кинорежиссёр.
- 1890 — Ман Рэй (ум. 1976), французский и американский художник, фотограф и кинорежиссёр.
- 1896
  - Кэндзи Миядзава (ум. 1933), японский поэт и автор детской литературы.
  - Фаина Раневская (при рожд. Фанни Фельдман; ум. 1984), актриса театра, кино и озвучивания, народная артистка СССР.
  - Лев Термен (ум. 1993), советский изобретатель, создатель терменвокса — первого электромузыкального инструмента.
- 1899 — Сесил Форестер (ум. 1966), английский писатель, сценарист, военный историк.

### XX век
- 1902 — Юрий Яновский (ум. 1954), украинский советский писатель, драматург.
- 1903 — Наталья Сац (ум. 1993), детский театральный режиссёр, народная артистка СССР.
- 1905 — Арис Велухиотис (настоящее имя Атанасиос Кларас; ум. 1945), греческий революционер, член ЦК Коммунистической партии Греции, главнокомандующий Народно-освободительной армией Греции — ЭЛАС в годы Второй мировой войны.
- 1908 — Линдон Джонсон (ум. 1973), 36-й президент США (1963—1969).
- 1909 — Цезарь Солодарь (ум. 1992), советский писатель, драматург, публицист.
- 1915 — Норман Фостер Рамзей (ум. 2011), американский физик, лауреат Нобелевской премии (1989).
- 1918 — Елле Зейлста (ум. 2001), нидерландский политический деятель, премьер-министр Нидерландов (1966—1967), президент Нидерландского банка (1967—1982).
- 1920 — Александр Огнивцев (ум. 1981), певец (бас), солист Большого театра, народный артист СССР.
- 1922 — Сосукэ Уно (ум. 1998), японский государственный и политический деятель, премьер-министр Японии (1989).
- 1925 — Нэт Лофтхаус (ум. 2011), английский футболист, один из самых эффективных бомбардиров в истории сборной Англии.
- 1927 — Валентин Соколов (Валентин Зэка, Валентин З/К; ум. 1982), советский диссидент и поэт, политзаключённый.
- 1928 — Ян Захара (ум. 2025), чехословацкий боксёр, тренер; олимпийский чемпион (1952).
- 1929
  - Любовь Баранова (ум. 2015), советская лыжница, олимпийская чемпионка (1956), 4-кратная чемпионка мира.
  - Айра Левин (ум. 2007), американский писатель-прозаик, драматург, автор песен.
- 1930 — Владимир Андреев (ум. 2020), актёр театра и кино, театральный режиссёр, народный артист СССР.
- 1931 — Шри Чинмой (Чинмой Кумар Гхош; ум. 2007), индийский гуру, проповедник, художник, писатель, музыкант, автор названия группы Mahavishnu Orchestra.
- 1936 — Лянь Чжань, тайваньский государственный и политический деятель, премьер-министр (1993—1997) и вице-президент (1996—2000) Тайваня.
- 1941
  - Юрий Малышев (ум. 1999), советский космонавт, дважды Герой Советского Союза.
  - Богдан Ступка (ум. 2012), актёр театра и кино, народный артист СССР, министр культуры Украины (1999—2001).
  - Сезария Эвора (ум. 2011), певица с Кабо-Верде, исполнительница песни Bésame mucho.
- 1947 — Барбара Бах, американская актриса и модель, жена Ринго Старра.
- 1953 — Петер Стормаре, шведский и американский актёр.
- 1955 — Роберт Ричардсон, американский кинооператор, трижды лауреат премии «Оскар».
- 1956
  - Глен Мэтлок, британский рок-музыкант, бас-гитарист и автор песен Sex Pistols.
  - Константин Орбелян, американский дирижёр, пианист, продюсер.
- 1958 — Сергей Крикалёв, советский и российский космонавт, Герой Советского Союза, Герой России.
- 1959 — Герхард Бергер, австрийский автогонщик, пилот «Формулы-1».
- 1965 — Александр Чуев, российский политик, общественный и государственный деятель.
- 1966
  - Йерун Дёйстер, нидерландский гребец, олимпийский чемпион в академической гребле (1996).
  - Рене Игита, колумбийский футболист, вратарь.
- 1970
  - Тони Канэл, американский певец и гитарист, участник рок-группы No Doubt.
  - Питер Эбдон, английский игрок в снукер, чемпион мира.
- 1972
  - Дениз Льюис, британская легкоатлетка, олимпийская чемпионка в семиборье (2000), чемпионка Европы (1998).
  - Джимми Поп (урожд. Джеймс Мойер Фрэнкс), американский музыкант, лидер рок-группы Bloodhound Gang.
- 1974 — Архиепископ Феофилакт (Курьянов), архиерей Русской православной церкви, архиепископ Пятигорский и Черкесский, управляющий приходами Патриаршего благочиния в Туркменистане. Участник Поместного Собора 2009 года.
- 1975 — Джонни Мосли, американский фристайлист, олимпийский чемпион в могуле (1998).
- 1976
  - Карлос Мойя, испанский теннисист, бывшая первая ракетка мира.
  - Сара Чок, канадско-американская актриса.
  - Марк Уэббер, австралийский автогонщик, пилот «Формулы-1».
- 1977 — Деку (наст. имя Андерсон Луис де Соуза), португальский футболист.
- 1979
  - Оле Бишоф, немецкий дзюдоист, олимпийский чемпион (2008), чемпион Европы (2005).
  - Фарида Курбангалеева, российская журналистка, телеведущая.
  - Аарон Пол, американский актёр, лауреат премии «Эмми» и др. наград.
  - Тянь Лян, китайский прыгун в воду, двукратный олимпийский чемпион (2000, 2004), 3-кратный чемпион мира.
- 1982 — Евгений Медведев, российский хоккеист, двукратный чемпион мира (2012, 2014).
- 1983 — Джамала (Сусана Джамаладинова), украинская певица, победительница конкурса «Евровидение-2016».
- 1985 — Кайла Юэлл, американская актриса кино и телевидения.
- 1986 — Себастьян Курц, австрийский политический и государственный деятель, 32-й федеральный канцлер Австрии (2020—2021).
- 1990 — Тори Боуи (ум. 2023), американская легкоатлетка, олимпийская чемпионка и чемпионка мира.
- 1991 — Катя Самбука (Екатерина Долгова (Михайлова)), российская певица, актриса, фотомодель и телеведущая.
- 1992 — Даниэль Столь, шведский метатель диска, олимпийский чемпион (2020), чемпион мира (2019).
- 1994
  - Брюс Моуэт, шотландский кёрлингист, чемпион мира (2023), трёхкратный чемпион Европы.
  - Брианна Стюарт, американская баскетболистка, 3-кратная олимпийская чемпионка.
- 1995 — Сергей Сироткин, российский автогонщик, пилот «Формулы-1».

## Скончались
См. также: Категория:Умершие 27 августа

### До XIX века
- 827 — Евгений II, 99-й Папа Римский (с 824).
- 1576 — Тициан, итальянский художник.
- 1590 — Сикст V (р. 1521), 227-й Папа Римский (с 1585).
- 1635 — Лопе де Вега (р. 1562), испанский драматург, поэт и прозаик.
- 1664 — Франсиско де Сурбаран (р. 1598), испанский художник.
- 1681 — Никон (р. 1605), патриарх Московский, начавший реформы, приведшие к расколу в русском православии.
- 1727 — Арент де Гелдер (р. 1645), голландский живописец.
- 1748 — Джеймс Томсон (р. 1700), шотландский поэт, автор гимна «Правь, Британия!».

### XIX век
- 1839 — князь Александр Одоевский (р. 1802), русский поэт, писатель, декабрист.
- 1875 — Василий Курочкин (р. 1831), поэт, переводчик, журналист.
- 1876 — Эжен Фромантен (р. 1820), французский живописец, писатель, историк искусства.
- 1879 — Роуленд Хилл (р. 1795), учитель и изобретатель, преобразователь почтового дела в Великобритании.

### XX век
- 1901 — Григорий Мачтет (р. 1852), российский писатель, революционер-народник.
- 1916 — Петар Кочич (р. 1877), сербский писатель, драматург и общественный деятель.
- 1924 — Уильям Мэддок Бейлисс (р. 1860), английский физиолог, открывший (совместно с Э. Старлингом) гормоны.
- 1935 — Фредерик Чайльд Гассам (р. 1859), американский художник-импрессионист.
- 1937 — Лайонел Уолтер Ротшильд (р. 1868), британский банкир, финансист, политик и зоолог.
- 1950 — Чезаре Павезе (р. 1908), итальянский писатель и переводчик.
- 1958 — Эрнест Орландо Лоуренс (р. 1901), американский физик, лауреат Нобелевской премии (1939).
- 1965 — Шарль Эдуар ле Корбюзье (р. 1887), французско-швейцарский архитектор, художник и писатель.
- 1967 — Брайан Эпстайн (р. 1934), менеджер группы «The Beatles».
- 1971 — Маргарет Бурк-Уайт (р. 1906), американская журналистка.
- 1975 — Хайле Селассие I (р. 1892), император Эфиопии.
- 1978 — Ева Симонайтите (р. 1897), литовская советская писательница.
- 1981 — Валерий Харламов (р. 1948), советский хоккеист.
- 1990 — Стиви Рэй Воэн (р. 1954), американский блюзовый гитарист.
- 1991
  - Майк Науменко (р. 1955), рок-музыкант, лидер группы «Зоопарк».
  - Пятрас Бабицкас (р. 1903), литовский поэт, первый диктор Литовского радио.

### XXI век
- 2007 — Вальтер Запашный (р. 1928), дрессировщик, народный артист РСФСР.
- 2009 — Сергей Михалков (р. 1913), писатель, председатель Союза писателей РСФСР, автор текста гимнов СССР и Российской Федерации.
- 2011 — Ия Саввина (р. 1936), актриса театра и кино, народная артистка СССР.
- 2014 — Валери Петров (р. 1920), болгарский писатель, переводчик.
- 2023 — Светлана Адырхаева (р. 1938), советская, российская артистка балета и балетмейстер, народная артистка СССР.
- 2024 — Ильгиз Айтматов (р. 1931), советский, киргизский учёный, академик (1989), президент НАН РК (1990—1993).

## Приметы
Михей-Тиховей. Узорник. Камнеклад. Камнерез.
- Начало листопада.
- Если на Михея полетят журавли, в середине сентября — жди мороза, если же нет — жди поздней зимы.
- Тихий ветер — к ясной осени, буря — к ненастному сентябрю.
- День ясный — к ветреной осени.
- «Михеев день Успенский пост кончает, с бабьим летом бурей-ветром перекликается».
- «Тихий ветер в сад — сухая осень в лес»[6].
- В этот день отдаются почести каменщикам — строителям храмов, крепостей и теремов, мастерам дел каменных.